# Waarom Wettelen?
Waarom Wettelen? is een Belgische komische dramafilm uit 2024, geschreven en geregisseerd door Dimitri Verhulst. De hoofdrol wordt vertolkt door Peter Van den Begin.

## Verhaal
Op de begrafenis van Christine, net voor ze in haar graf gehesen wordt, blijkt dat ze volgens haar wilsbeschikking in Wettelen begraven wil worden. De familie en vrienden besluiten dan maar de rouwstoet achter de lijkwagen naar het onbekende Wettelen af te leggen. Dit is het begin van een bizarre tocht doorheen Vlaanderen.

## Rolverdeling
| Acteur               | Personage         |
| -------------------- | ----------------- |
| Peter Van den Begin  | Bas               |
| Marijke Pinoy        | Tante Sherry      |
| Tom Vermeir          | Herman            |
| Bert Haelvoet        | Notaris Vercammen |
| Hilde Heijnen        | Betty             |
| Lukas Bulteel        | Dillan            |
| Tine Roggeman        | Kaat              |
| Cami Moonen          | Anne              |
| Emiel Vandenberghe   | Antoine           |
| Dominique Van Malder | Frido Lesage      |
| Katelijne Damen      |                   |
| Zouzou Ben Chikha    | trompettist       |

## Productie
Waarom Wettelen? is het regiedebuut van de Vlaamse auteur Dimitri Verhulst. Verhulst vertelde dat hij het verhaal in zijn hoofd had maar er niet in slaagde dit om te zetten naar een roman of een toneelstuk en daarom verkoos er een film van te maken. Behalve het scenario nam hij ook voor de eerste maal de regie zelf in handen.

### Filmopnames
De filmopnames gingen door in mei-juni 2023.

## Release
Waarom Wettelen? ging op 19 oktober 2024 in première als slotfilm van het Film Fest Gent en ging op 23 oktober 2024 in première in de Belgische bioscopen.
Op 18 juli 2025 verscheen de film op Streamz.